# Sandra Kleinjung

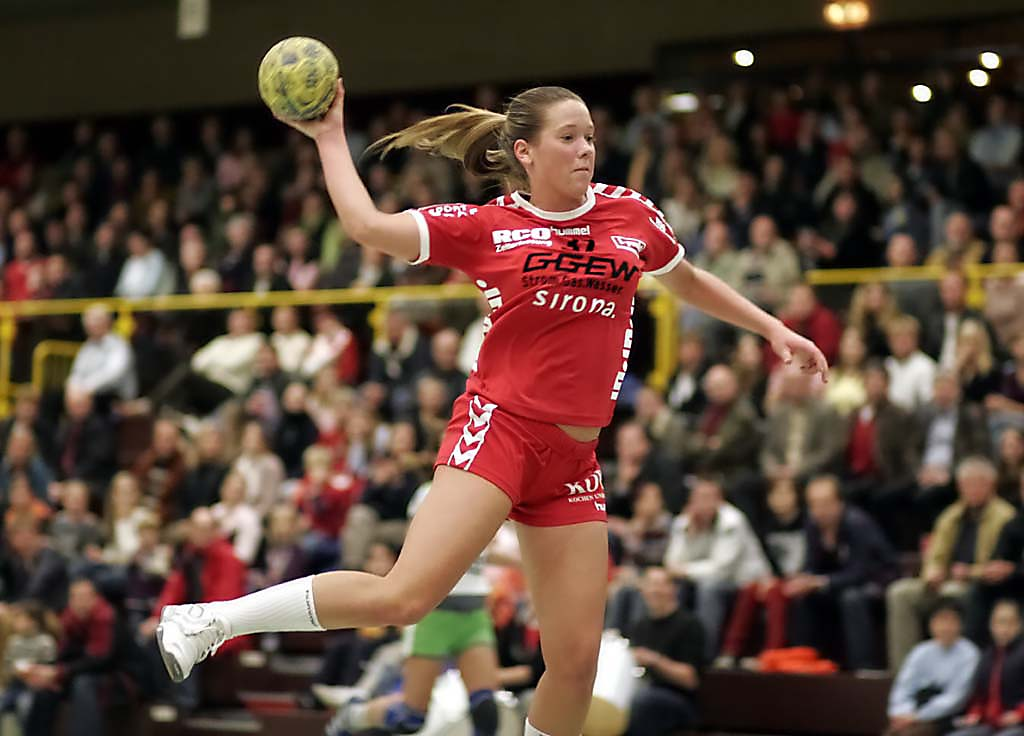
Sandra Kleinjung bei einem Bundesligaspiel 2006

Sandra Kleinjung (* 10. Juli 1987 in Wiesbaden) ist eine deutsche Handballspielerin. 
Sie spielte ab Januar 2005 bei der HSG Bensheim/Auerbach in der 2. Handball-Bundesliga. Die Rechtshänderin spielt im Angriff meist auf Linksaußen. Ihre Stärke ist jedoch vor allem das Deckungsspiel. Hier spielt sie meist auf Halblinks. Die 1,67 m große Studentin wurde am 15. Juli 2007 mit der Deutschen Beachhandball-Nationalmannschaft bei den Europameisterschaften in Misano Adriatico, nach einer Niederlage im Finale gegen die Mannschaft von Kroatien, Vize-Europameisterin. Im Sommer 2009 wechselte Kleinjung zur TSG Ketsch. Nach drei Jahren im Badischen wurde am 10. Februar 2012 ihr Wechsel zurück zur HSG Bensheim/Auerbach für die Saison 2012/2013 bekannt gegeben. Mit der HSG Bensheim/Auerbach stieg sie 2013 in die Bundesliga auf. Seit dem Sommer 2014 steht sie erneut bei der TSG Ketsch unter Vertrag, wo sie studienbedingt als Stand-by-Spielerin im Kader stehen wird.